# Михайловка (Каменский район, Алтайский край)
Михайловка — посёлок в Каменском районе Алтайского края России. Входит в состав Верх-Аллакского сельсовета.

## География
Посёлок находится в северной части Алтайского края, на правом берегу реки Аллак, на расстоянии примерно 30 километров (по прямой) к северо-востоку от города Камень-на-Оби, административного центра района. Абсолютная высота — 241 метр над уровнем моря.

Климат континентальный, средняя температура января составляет −19,7 °C, июля — 18,9 °C. Годовое количество атмосферных осадков — 360 мм.

## История
Основан в 1913 году. В 1928 году посёлок Михайловский состоял из 84 хозяйств, основное население — чуваши. Центр Михайловского сельсовета Каменского района Каменского округа Сибирского края.

## Население
| 1926 | 1997 | 1998 | 1999 | 2000 | 2001 | 2002 |
| ---- | ---- | ---- | ---- | ---- | ---- | ---- |
| 425  | ↘121 | ↗127 | ↗138 | ↘129 | ↘115 | ↘103 |
| 2003 | 2004 | 2005 | 2006 | 2007 | 2008 | 2009 |
| ↘93  | ↘80  | ↘61  | ↘47  | ↘36  | ↘30  | ↘7   |
| 2010 | 2011 | 2012 | 2013 |      |      |      |
| ↘0   | ↗79  | ↗81  | ↘79  |      |      |      |

Согласно результатам переписи 2002 года, в национальной структуре населения русские составляли 92 %.

## Улицы
Уличная сеть посёлка состоит из 2 улиц:
- ул. Лесная
- ул. Михайловская